# Ваганець (гміна)
Гміна Ваганець (пол. Gmina Waganiec) — сільська гміна у північній Польщі. Належить до Александровського повіту Куявсько-Поморського воєводства.
Станом на 31 грудня 2011 у гміні проживало 4583 особи.

## Площа
Згідно з даними за 2007 рік площа гміни становила 54.56 км², у тому числі:
- орні землі: 88.00%
- ліси: 2.00%

Таким чином, площа гміни становить 11.47% площі повіту.

## Населення
Станом на 31 грудня 2011:
| Опис     | Загалом | Загалом | Чоловіки | Чоловіки | Жінки | Жінки |
| -------- | ------- | ------- | -------- | -------- | ----- | ----- |
| одиниця  | осіб    | %       | осіб     | %        | осіб  | %     |
| все      | 4583    | 100     | 2286     | 49.88    | 2297  | 50.12 |
| міське   | 0       | 100     | 0        |          | 0     |       |
| сільське | 4583    | 100     | 2286     | 49.88    | 2297  | 50.12 |

## Сусідні гміни
Гміна Ваганець межує з такими гмінами: Бондково, Бобровники, Конецьк, Любане, Нешава, Рацьонжек.